# Parco nazionale Aarón de Anchorena
Il Parco nazionale Aarón de Anchorena è una area naturale protetta situata nell'Uruguay sudoccidentale, all'incontro tra il San Juan e il Río de la Plata. Il parco venne fondato nel 1908. Si estende per 1369 ha.

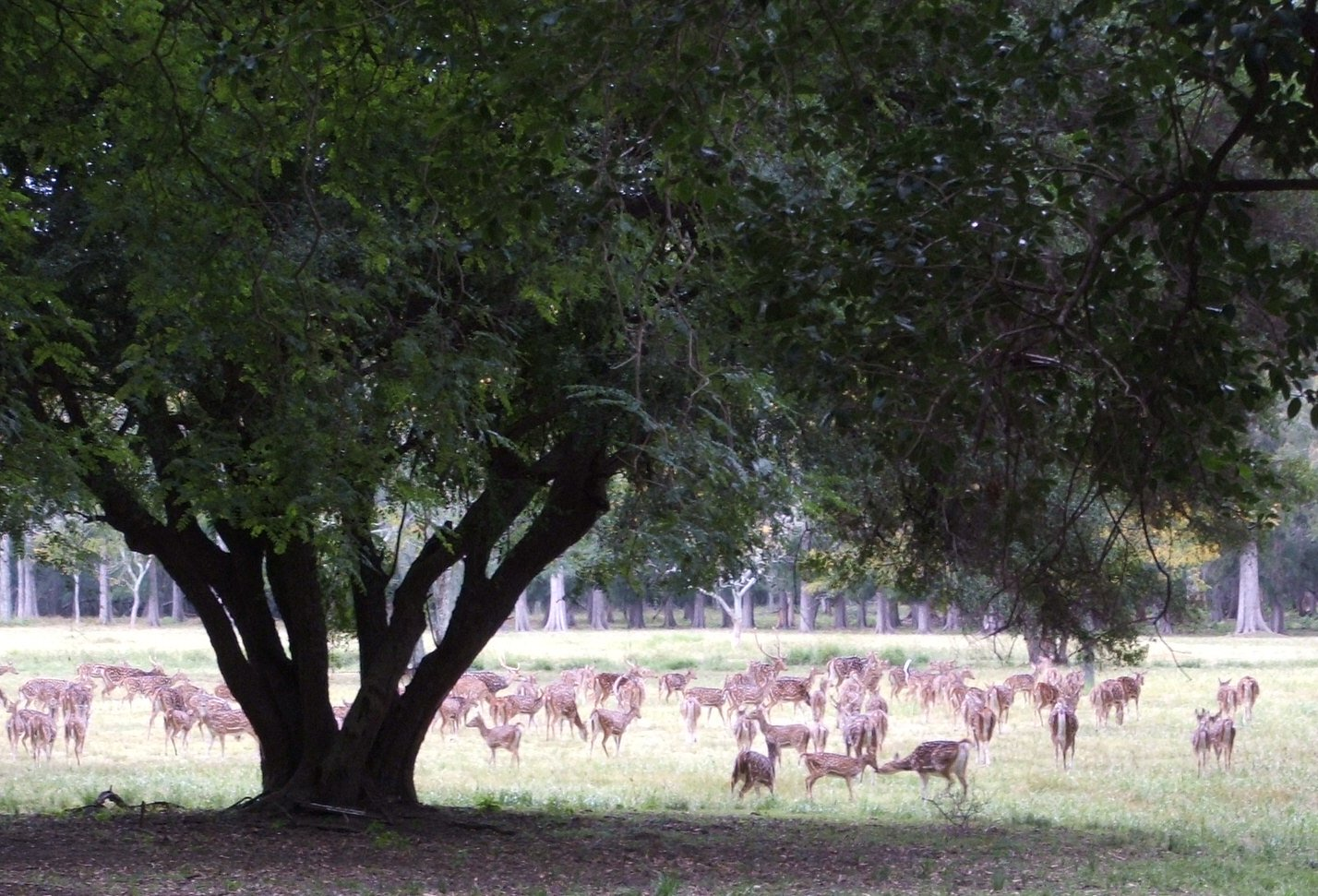
Cervi del genere Axis nel Parco

Il Parco è frutto di una donazione alla Repubblica Orientale dell'Uruguay da parte dell'aristocratico argentino Aarón de Anchorena, animato da scopi conservazionisti e filantropici. Il governo accettò la donazione nel 1968 e dal 1990 il Parco è aperto al pubblico.
Diversi animali alloctoni furono introdotti nel Parco e si adattarono facilmente anche nel territorio circostante, come i cervi del genere Axis di origine indiana e i cinghiali.
Allo stesso modo, furono messe a dimora più di 200 specie arboree e arbustive provenienti da tutto il mondo, tanto da rendere il Parco il secondo arboreto del Paese, dopo il Lussich.

## L'edificio presidenziale

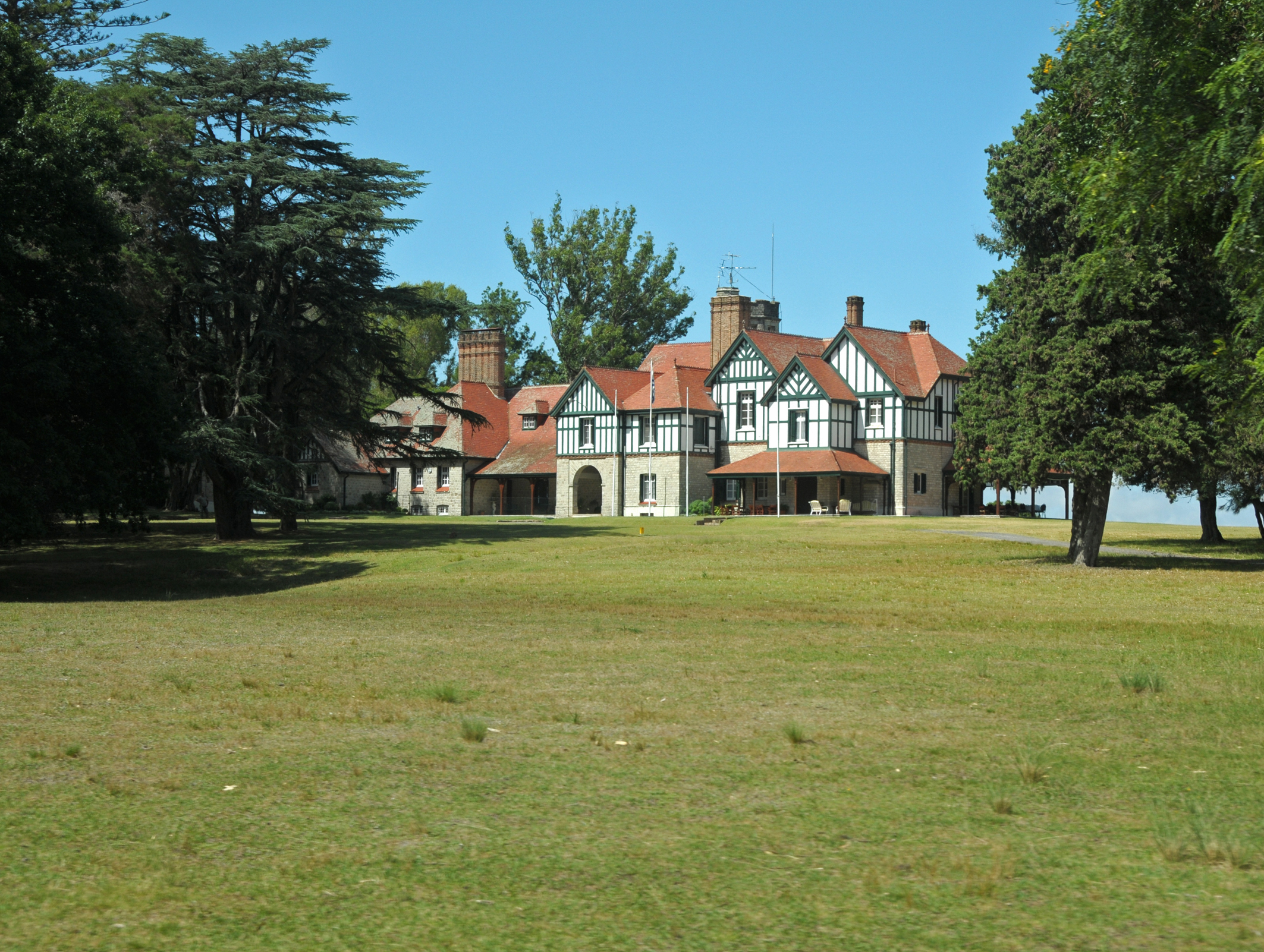
Edificio presidenziale

L'antica residenza di Aarón de Anchorena, costruita nel 1911 con un mix di linguaggi architettonici che combina stile Tudor ed elementi normanni, fin dagli anni '70 è destinata ad uso esclusivo del Presidente dell'Uruguay.